# Proton Persona
La Proton Persona (conosciuta anche come Proton Gen-2 Persona in Inghilterra) è una berlina 4 o 5 porte prodotta dalla casa automobilistica malese Proton a partire dal mese di agosto del 2007. Si tratta dell'erede della Wira, che tuttavia rimane ancora temporaneamente in vendita.
L'auto deriva essenzialmente dalla Gen.2 con la quale condivide pianale e motore (un 1.6 benzina da 110 Cv). La Persona si differenzia da quest'ultima per alcuni particolari estetici e per alcuni dettagli interni (tra i quali vi sono la plancia, i sedili e i pannelli porta).